# Хан, Абдул Рахим
Абдул Рахим Хан (англ. Abdul Rahim Khan) — пакистанский военный деятель, маршал авиации, командовал военно-воздушными силами Пакистана во время бенгальской войны за независимость с1969 по 1972 год. 
В 1972 году маршал авиации Абдур Рахим Хан вместе с главнокомандующим пакистанской армии генерал-лейтенантом Гулем Хассаном уволился с военной службы по обвинению в том, что препятствовал судебному расследованию комиссии по расследованию военных действий в связи с правопреемством Восточного Пакистана. Позже поступил на дипломатическую службу и служил послом Пакистана в Испании.

## Биография
Абдур Рахим Хан родился в Равалпинди, штат Пенджаб, Индия, 25 июля 1925 года. Он был родом из пенджабской семьи.
Он начал служить в 18 лет, присоединился к Королевским ВВС Индии и был назначен летным офицером в 1943 году. Принимал участие в бомбардировках RIAF против Японии во Второй мировой войне. После обретения независимости Пакистана в результате раздела Индии 14 августа 1947 года он сделал выбор в пользу Пакистана и вступил в недавно созданную пакистанскую военно-воздушную силу (ПАФ), занимая должность инструктора в Военно-воздушной академии. В 1950-х его отправили в Соединённое Королевство, где он учился в Имперском оборонном колледже, где он окончил курс обучения персонала. Позже он отправился в Соединённые Штаты для обучения в колледже персонала и прошёл курс обучения пилотов на реактивных самолётах. В 1952 году стал первым пакистанским пилотом (и, вероятно, первым азиатским пилотом), преодолевшим звуковой барьер.
По возвращении в Пакистан он получил командование эскадрильей № 11 («Стрелы»), единственной эскадрильи, оснащенной реактивными истребителями. Он также командовал эскадрильей № 9 (Грифоны). Его командное назначение включало его роль коменданта военного авиационного колледжа и AOC базы ВВС Масрур в Карачи, Синд, Пакистан. В 1965 году авиадиспетчер был назначен заместителем главнокомандующего воздушными операциями и участвовал в детализации воздушных операций во время второй войны с Индией.
Звёздный час Рахима Хана настал во время индо-пакистанской войны 1971 года. Он стал единственный военачальником Западного Пакистана который решился на открытую конфронтацию с Индией, чтобы помочь войскам на восточном фронте. Под его руководством была осуществлена авиационная атака на западном направлении, что имело позитивный эффект на мотивации пакистанских солдат. Рахим Хан был награждён правительственной наградой за проявленную инициативу в ходе войны.
Вскоре после окончания войны, внутри страны стали происходить политические дрязги. В результате конфликта с премьер-министром страны, Рахим Хан был отправлен досрочно на пенсию.
Рахим Хан был женат на принцессе Мехруниссе Хан, единственной дочери князя штата Рампур. Они поженились в Лондоне, когда Рахим Хан проходил курсы переподготовки. Скончался в 1990 году, в Соединённых Штатах после продолжительной болезни.

## Главнокомандующий авиации
1 сентября 1969 года Хан был повышен в звании до маршала авиации, и был назначен главнокомандующим военно-воздушными силами Пакистана, служа при президенте Яхья Хане. За это время он нанёс визит в Китай, чтобы укрепить военные отношения между двумя странами.
В 1971 году маршал авиации Хан возглавлял ПАФ во время третьей войны с Индией. Он издал директивы, запрещающие бенгальским пилотам летать для бомбардировок после того, как один пилот попытался сбежать в Индию, но второй пилот потерпел неудачу.
Маршал авиации Хан сыграл решающую и ключевую роль в передаче власти президента Яхья Хана и помог Зульфикару Али Бхутто стать президентом 20 декабря 1971 года. Маршал авиации Хан стал известен сильнейшим военным влиянием в стране.

## Посол Пакистана в Испании
1 марта 1972 года маршал авиации Абдур Рахим Хан был назначен послом Пакистана в Испании. Он вручил свои дипломатические полномочия Хуану Карлосу I в Барселоне. 13 апреля 1977 года он подал в отставку со своего поста в знак протеста против обвинений в фальсификациях во время всеобщих выборов, состоявшихся в 1977 году. Он немедленно обратился с призывом к пакистанским военным насильственно отстранить премьер-министра Бхутто.

Смерть, личная жизнь и общественный имидж
После военного захвата гражданского правительства генерал Зия-уль-Хак, начальник штаба армии, Абдул Рахим покинул министерство иностранных дел и переехал в Соединённые Штаты [3]. Он купил поместье в Потомаке, штат Мэриленд, в Соединённых Штатах, и прожил до своей смерти из-за почечной недостаточности 28 февраля 1990 года. [3]
Абдул Рахим Хан был женат на принцессе Мехрунисса Хан, [7] единственном ребёнке любимой, но неофициальной третьей королевы наваба Рампура. Они поженились в Лондоне, когда Рахим Хан служил капитаном группы (полковник) в ВВС. [8]
Абдул Рахим Хан был описан как «тихий» и увлекался гольфом, поло, классической индийской музыкой; и он избегал делать пренебрежительные замечания о своих индийских противниках. [1]